# Мультифрактал
Мультифрактал — комплексный фрактал, который может детерминироваться не одним единственным алгоритмом построения, а несколькими последовательно сменяющими друг друга алгоритмами. Каждый из них генерирует паттерн со своей фрактальной размерностью. Предмет изучения мультифрактального анализа. Для описания мультифрактала вычисляют мультифрактальный спектр, включающий в себя ряд фрактальных размерностей присущих элементам данного мультифрактала.
Мультифракталы также используются для моделирования поведения цен в рыночных системах (товарные, финансовые рынки). Статья Бенуа Мандельброта в Scientific American (февраль 1999, «Мультифрактальная прогулка по Уолл-стрит») наглядно демонстрирует это сходство.